# Idaho
Idaho is een van de vijftig staten van de Verenigde Staten. De standaardafkorting voor de "Gem State", zoals de bijnaam luidt, is ID. Een andere bijnaam is "Potato State". De hoofdstad is Boise.

## Geschiedenis
Het gebied dat nu Idaho heet, werd oorspronkelijk bevolkt door Indianenstammen als de Nez Percé. In de staat bevinden zich nu nog enkele grote reservaten.

### Eerste verkenning
Idaho was een van de laatste gebieden van de huidige aaneengesloten Verenigde Staten die door Europeanen werd verkend. Mogelijk bezochten vanaf het einde van de achttiende eeuw al enkele Frans-Canadese bontjagers vanuit Nieuw-Frankrijk het gebied. De eerste officiële verkenning dateert van 1805-1806 wanneer expeditie van Lewis en Clark Idaho doorkruist op weg naar de Grote Oceaan. Ze kwamen vanuit het huidige Montana en staken de huidige grens over bij de 2247 meter hoge Lemhi Pass. Daarna trokken ze noordwaarts, naar de Bitterroot Valley en het huidige Missoula om dan terug het huidige Idaho binnen te trekken via de Lolo Pass in de Bitterroot Mountains. Ze verlieten de huidige staat bij Lewiston aan de Snake, een belangrijke zijrivier van de Columbia.

### Bonthandel
Idaho ging deel uitmaken van het Oregon Country, een gebied dat in 1818 gezamenlijk beheerd zou worden door zowel Groot-Brittannië als de Verenigde Staten. In 1809 werd de eerste handelspost opgericht in Idaho: het Kullyspell House in het noorden van Idaho aan het Lake Pend Oreille. Het waren echter de bonthandelaars die in de volgende decennia de Oregon Country (en dus ook Idaho) zouden verkennen. De eerste was de Amerikaan Andrew Henry die in 1810 een handelspost oprichtte in het oosten van Idaho nabij het huidige St. Anthony. Deze handelspost op de Snake River, de eerste ten westen van de Rocky Mountains, werd het volgende jaar alweer verlaten. De Brits/Canadese North West Company (NCW) had in 1816 het bonthandelsdistrict met de naam "Columbia" opgericht en ging als volgende activiteiten ontplooien in het gebied. De NWC werd de belangrijkste speler in de regio. Vanuit Astoria, aan de westkust, leidde de Brit Donald Mackenzie verschillende brigades naar de bovenloop van de Snake in 1816-1817. Tijdens de expeditie van 1818-1819 ging Mackenzie op zoek naar een bevaarbare route naar de regio rond Boise in het zuiden van het huidige Idaho. Tijdens deze expeditie reisde hij via de Snake door Hells Canyon naar het zuidoosten van Idaho waar hij het brongebied van de Snake verkende en de Bear River bereikte (ten noorden van het Great Salt Lake). Hij slaagde erin de Snake op te varen door en voorbij Hells Canyon, maar moest toegeven dat deze route niet geschikt was voor transport via het water. In 1821 werd de North West Company overgenomen door grote concurrent Hudson's Bay Company (HBC). Deze hadden in de jaren 1820 de bonthandel in handen in het gebied rond de Snake River.
Ondanks verschillende pogingen was het voor Amerikaanse bonthandelaars moeilijk om de lange aanvoerlijnen tussen Idaho en het meer ontwikkelde gebied aan de Missouri te onderhouden (de huidige staat Missouri). William Ashley en Jedediah Smith konden in 1824 wel een bonthandel opzetten in Idaho vanuit hun uitvalsbasis in Saint Louis (Missouri).
Er kwamen ook enkele missionarissen naar het gebied om de indianen te bekeren tot het christendom. Zo reisde in 1836 de predikant Henry Spalding naar Idaho om bij Lapwai de eerste school van Idaho op te richten en er de eerste aardappelen te kweken (door middel van irrigatie). In 1848 werd de missiepost van Cataldo opgericht nabij de indianenstam Coeur d'Alene. Deze missiepost werd een belangrijke tussenstop voor handelaars, kolonisten en mijnwerkers.

### Onder de Verenigde Staten (1846)
In 1846 kon de Verenigde Staten het grootste (en toen belangrijkste) deel van de Oregon Country annexeren, alhoewel het gebied al sinds 1843 onder de provisoire overheid van Oregon viel. In 1848 werd de overname door de Verenigde Staten formeel door de oprichting van het Oregonterritorium. Het huidige Idaho lag in zijn geheel in dit territorium. Vijf jaar later werd noordelijke deel van het territorium, ten noorden van 46° noorderbreedte, afgesplitst als het Washingtonterritorium. Het noorden van het huidige Idaho ging toen tot dit territorium horen, terwijl het zuiden in Oregon bleef liggen. Nog eens zes jaar later werd het zuiden toegevoegd aan het Washingtonterritorium, omdat alleen het meer bevolkte westen van het Oregonterritorium als staat werd erkend.
Sinds de jaren 1840 werd de Oregon Trail meer en meer gebruikt. Vooral sinds 1849-1850, met de Californische goldrush (1849) en de Donation Land Claim Act (1850) steeg het aantal passanten in het zuiden van Idaho sterk. De meeste kolonisten trokken echter verder naar het westen en vestigden zich niet in Idaho. Bij Fort Hall (nabij het huidige Pocatello) splitste de California Trail zich af van de Oregon Trail om richting de rivier de Humboldt te gaan naar het zuidwesten (tot 1846 Mexicaans grondgebied, vanaf 1850 deel van het Utah-territorium).

### Eerste nederzettingen (1860)
De eerste "stad" in Idaho was Franklin, gesticht door Mormonen in 1860 die dachten dat ze nog in het Utah-territorium waren. In de jaren nadien zouden de Mormonen het gros van de nederzettingen in Zuidoost-Idaho stichten. Vanaf 1860 waren er ook enkele "gold rush"en in Idaho waardoor er in Idaho nederzettingen ontstonden rond goudmijnen. Zo ontstond in 1861 Lewiston ten zuidwesten van Pierce, waar een jaar eerder goud gevonden was. Doortrekkende kolonisten op weg naar Oregon werden vaak het slachtoffer van aanvallen door de Indianen, waardoor het Amerikaanse leger in 1863 een fort opgerichte bij Boise.
Op 4 maart 1863 tekende president Abraham Lincoln een wet die het Idahoterritorium schiep. Dit territorium omvatte het huidige Idaho, maar ook de huidige staten Montana en Wyoming. Op dat moment woonden er nog maar zo'n 17.000 mensen in het gebied. Lewiston werd de hoofdplaats. In hetzelfde jaar werd de stad Boise gesticht, de huidige hoofdplaats. Een jaar later werden het huidige Montana en Wyoming al afgesplitst waardoor Idaho zijn huidige grenzen kreeg. Dankzij de goudrush was Idaho City met meer dan 7000 inwoners rond 1865 de grootste stad van het gehele Amerikaanse Noordwesten, groter dan Portland. Na de boom zou Idaho City leeglopen (slechts 672 inwoners in 1880). In 1866 werd de hoofdplaats verplaatst van Lewiston in het noorden naar Boise in het zuiden, toen een sterk gecontesteerde beslissing.
In 1869 werd de eerste transcontinentale spoorlijn afgewerkt die veel mensen naar de regio bracht. De spoorweg passeerde net ten zuiden van de zuidgrens van het huidige Idaho, ten noorden van het Great Salt Lake.

### Staat Idaho (1890)
Toen president Benjamin Harrison op 3 juli 1890 de wet ondertekende die van Idaho formeel, als 43e, een staat van de Verenigde Staten maakte, woonden er al 88.548 mensen. De bevolkingsgroei verminderde na 1910 en viel bijna stil na 1920, om vanaf 1930 terug te hernemen op een lager niveau. Vanaf de jaren 60 steeg het inwonersaantal van Boise sterk; deze trend zette zich door voor de rest van de twintigste eeuw. In de jaren 90 van de twintigste eeuw steeg de bevolking van geheel Idaho van 1.007.000 naar 1.294.000 inwoners. Het inwonersaantal van Boise steeg in deze periode met bijna 50%.
Vandaag wordt bevolking van Idaho sterk verdeeld door scherpe geografische en culturele lijnen, onder meer veroorzaakt door het feit dat het centrale deel van Idaho uit weinig bevolkte bossen en bergen bestaat. De bevolking in het noorden is voornamelijk op Spokane in Washinghton gericht, terwijl het Mormoonse zuidoosten op Utah is gericht.

## Geografie
De staat Idaho beslaat 216.632 km², waarvan 214.499 km² land is. Het noorden ligt in de Pacific tijdzone, het zuiden in de Mountain-tijdzone.
Idaho grenst in het noorden aan Canada, in het westen aan de staten Washington en Oregon, in het oosten aan Montana en Wyoming en in het zuiden aan Nevada en Utah.
De belangrijkste rivier is de Snake River, die een deel van de grens met Washington en Oregon vormt. De grootste meren zijn Lake Coeur d'Alene, Lake Pend Oreille, Bear Lake en het American Falls Reservoir.
Een groot deel van het bergachtige Idaho wordt in beslag genomen door de Rocky Mountains, met als hoogste punt de top van Borah Peak (3861 m). De staat is rijk aan natuurschoon, zoals de lava van Craters of the Moon, de Hells Canyon, die dieper is dan de Grand Canyon en de Balanced Rock.
De officiële bijnaam van de staat, de Gem State, verwijst naar de aanwezigheid van veel gemstones, of edelstenen en natuurschoon. Niet minder dan 38% van de landoppervlakte wordt in een of andere vorm van bescherming beheerd door de United States Forest Service.

## Demografie en economie
In 2000 telde Idaho 1.293.953 inwoners (6 per km²). De meeste mensen wonen in het noordwesten en het zuiden. De grootste steden zijn hoofdstad Boise, Nampa, Pocatello en Idaho Falls.
Het bruto product van de staat bedroeg in 2001 37 miljard dollar. De staat blijft een belangrijk landbouwgebied en niet minder dan een derde van de Amerikaanse aardappeloogst komt van Idaho – vandaar Potato State als een niet officiële bijnaam van de staat –, maar intussen is er ook een moderne hoogtechnologische industrie en dienstensector ontstaan, met vestigingen van Micron Technology, Hewlett-Packard, Clearwater Analytics en ON Semiconductor.

## Bestuurlijke indeling
Idaho is onderverdeeld in 44 county's.

## Politiek
Idaho is een van de conservatiefste staten van het land en steunt in presidentsverkiezingen steevast de Republikeinse presidentskandidaat. Lyndon B. Johnson was in 1964 de laatste Democratische presidentskandidaat die een overwinning behaalde in Idaho.
Aan het hoofd van de uitvoerende macht van de staat staat een gouverneur, die direct gekozen wordt door de kiesgerechtigden in de staat. De gouverneursverkiezing van 2018 werd gewonnen door Brad Little van de Republikeinse Partij. Hij trad in januari 2019 aan als gouverneur van Idaho.
De wetgevende macht bestaat uit het Huis van Afgevaardigden van Idaho (Idaho House of Representatives) met 70 leden en de Senaat van Idaho (Idaho Senate) met 35 leden.